# Abbega (voyageur)
Frederic Buxton Abbega, Abubakar en langue haoussa ou Bukar en langue kanouri, est un voyageur et un leader politique originaire du Nigéria actuel. De langue marghi, il est né dans les régions du Mandara, certainement dans la première moitié du XIXe siècle. Il est, avec Dorugu, l'un des guides de l'explorateur Heinrich Barth lors de son voyage à travers le Sahel en direction de Tombouctou. À la fin de son exploration, il accompagne Barth en Europe et voyage en Angleterre et en Allemagne. Il est alors l'un des premiers originaires du nord du Nigéria à visiter l'Angleterre et l'Allemagne. En 1857, il retourne sur le continent africain et s'installe à Lokoja où il devient l'un des premiers souverains de la ville.

## Biographie
Abbega, né vers 1835 ou 1836, est originaire du village d'Askira, dans l'actuel Nord-est du Nigéria. Capturé enfant, lors d'une razzia d'esclave, il est réduit en esclavage et emmené loin de son village natal à Kukawa la capitale de l'empire du Bornou qui draine alors une part importante  de l'activité commerciale de la région et est un carrefour d'échanges. L'explorateur, Adolf Overweg, qui séjourne dans la capitale, cherche à recruter des chameliers pour l’accompagner dans une de ses expédition, il rachète alors Abbega, ainsi qu'un autre jeune esclave Dorugu, et les affranchit en 1851. Abbega est décrit comme un jeune homme de teint noir, musclé, un bel homme, de stature athlétique. Les deux jeunes hommes travaillent désormais pour les explorateurs et effectuent une première expédition avec Heinrich Barth en septembre 1851, dans la région de Kanem au nord est du lac Tchad. Après la mort d'Adolf Overweg aux environs du lac Tchad à la suite d'une fièvre en 1852, Abbega continue à travailler pour Heinrich Barth et l'accompagne durant toutes ses explorations.

### Voyage en Europe
À la fin de son voyage en 1855, Heinrich Barth emmène Abbega et Dorugu en Europe, pour les récompenser de leur dévouement à son service et pour leur faire découvrir la culture européenne, afin qu'à leur tour ils puissent la faire connaître. Abbega était, certainement, âgé de dix-huit ans à cette époque. Heinrich Barth emmène Abbega à Berlin pour rencontrer le roi de Prusse, le futur empereur Guillaume Ier. À son retour, Abbega raconte sa visite à Dorugu qui écrit: « Ils sont allés dans la maison d'un grand homme qui portait un manteau couvert d'or et une épée jusqu'au sol. Abdoul Karim le salua et lui donna une belle pochette en cuir de Kano ».
Durant leur séjour en Europe, Abbega et Dorugu sont envoyés par Heinrich Barth pour travailler avec le missionnaire et linguiste James Frederick Schön pour l'aider dans ses travaux sur la langue haoussa. Contrairement à Dorugu, le haoussa n’est pas la langue maternelle d'Abbega, mais il en a une bonne maîtrise, néanmoins c'est en kanouri que Dorugu et Abbega échangent entre eux. Cependant, il parle une autre variante dialectale du haoussa que Dorugu, ce qui permet à James Frederick Schön de collecter auprès de lui un certain nombre de mots de vocabulaire spécifique, ainsi que quelques histoires de sa langue maternelle marghi.

Quatre représentations d'Abbega et Dorugu
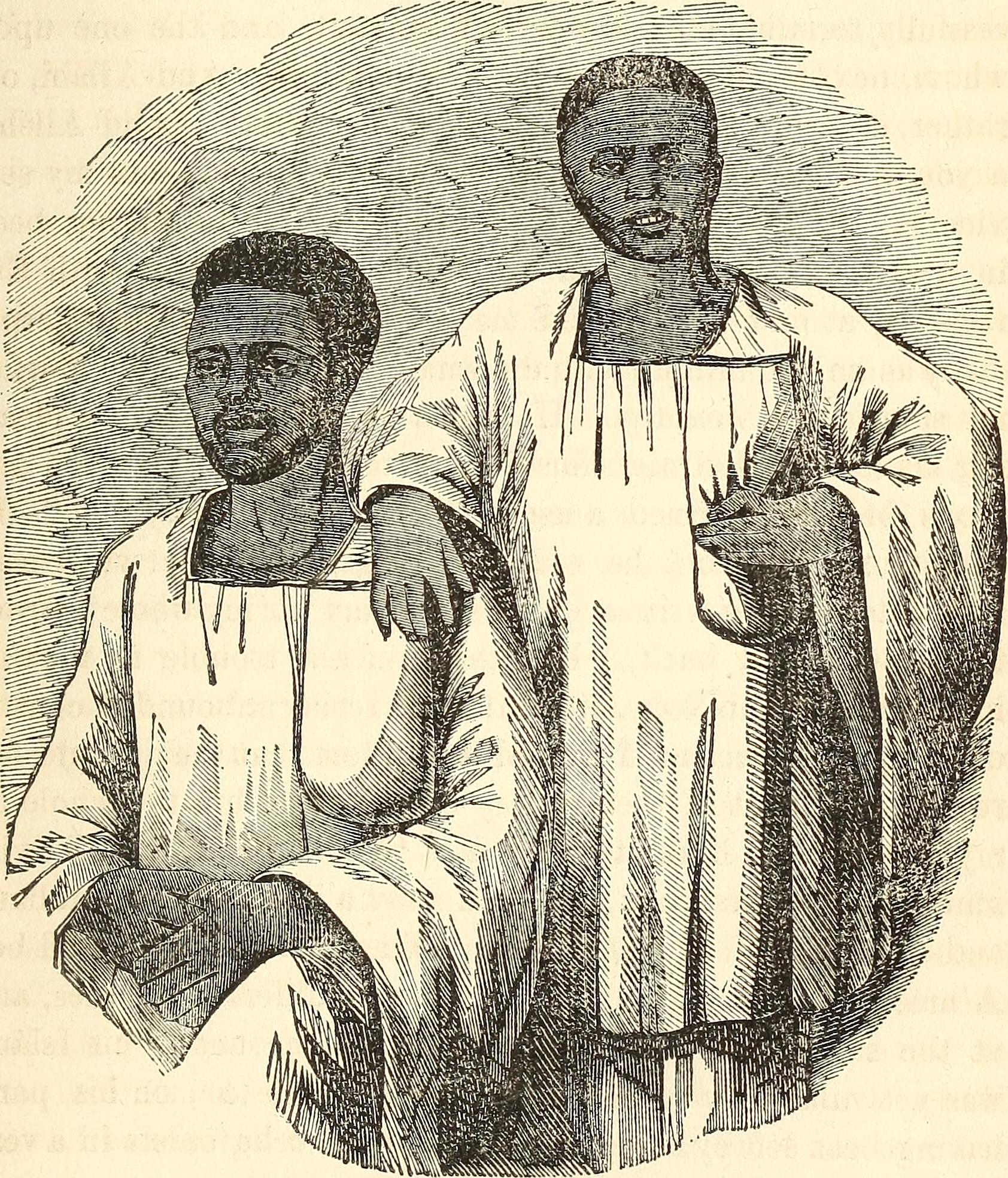
Portrait d'Abbega et de Dorugu[8].
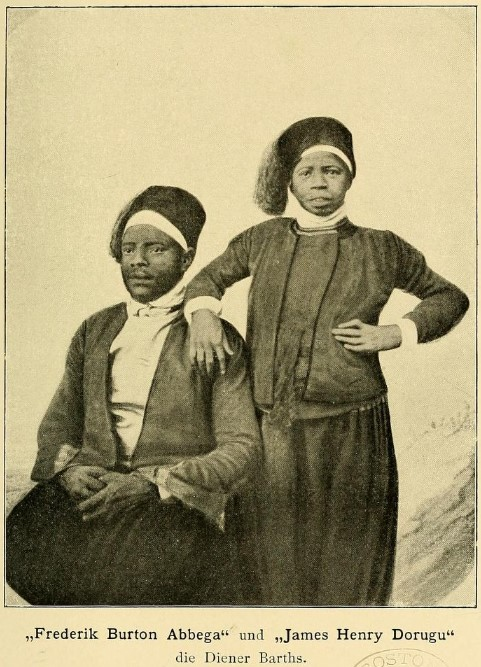
Abbega et Dorugu en vêtements ottomans vers 1855[9].
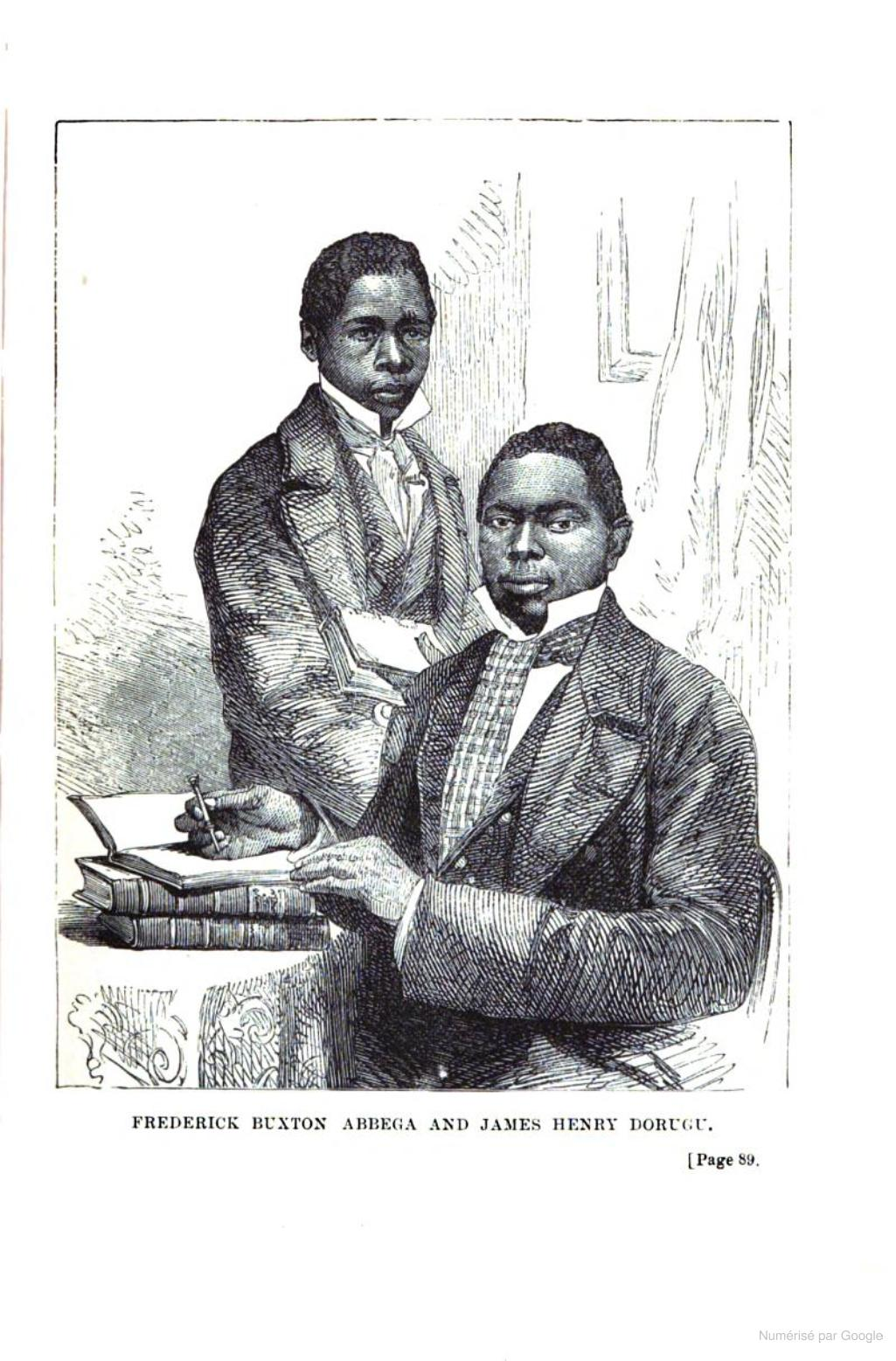
Frederick Buxton Abbega and James Henry Dorugu. Dessin publié en 1868[10].
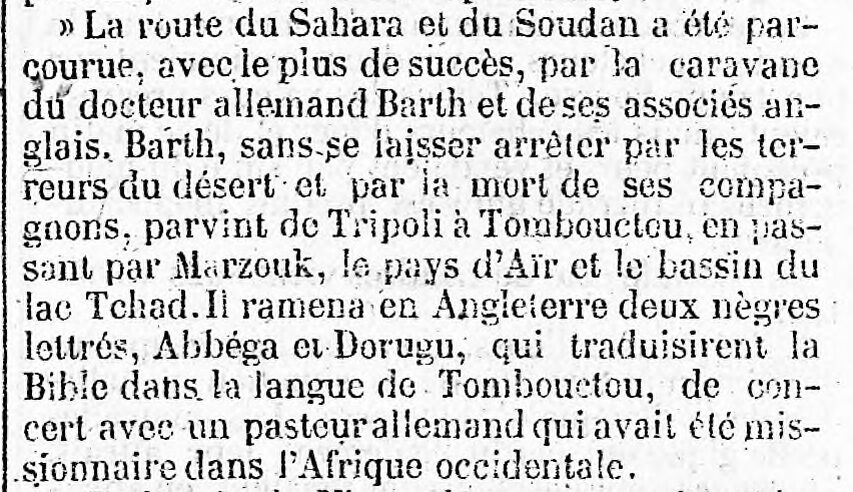
« Abbéga et Dorugu, deux nègres lettrés ». Nécrologie de Heinrich Barth dans le journal français La Presse, 14 décembre 1865[11].

Durant son séjour en Europe, Abbega se convertit au christianisme en 1857 et choisit d'adopter le prénom de Frederic Fowell Buxton, qui est celui de son parrain Thomas Fowell Buxton, un abolitionniste surnommé « l’ami de la race africaine». En même temps, il commence à apprendre la langue anglaise et la culture occidentale. Une fois converti, il profite de son séjour en Angleterre chez James Frederick Schön pour faire une formation afin de devenir missionnaire, celui-ci reçoit alors de nombreux individus originaires du continent qu'il loge et forme. En 1857, un reportage dans la presse locale de Chatham évoque un prince africain nommé Frederick Buxton Abegga, qui a été agressé près du château de Rochester. L'article rapporte que celui-ci parle un anglais correct et serait en train d'être éduqué par le James Frederick Schön, chapelain de l'hôpital Melville Brompton Kent.

### Retour en  Afrique
Quelques mois plus tard, en 1857, Abbega décide de retourner en Afrique, au Nigeria actuel en passant par la mer, à la suite d'une maladie. Il ramène avec lui les Évangiles, c’est ainsi qu’il commence à servir pendant un certain temps en tant que catéchiste pour le compte de la Church Missionary Society (CMS), chez les Nupe, avant d'être envoyé par la CMS dans la région de Lokoja, pour devenir un collaborateur de Samuel Ajayi Crowther qui est le premier évêque noir de l’Église anglicane.

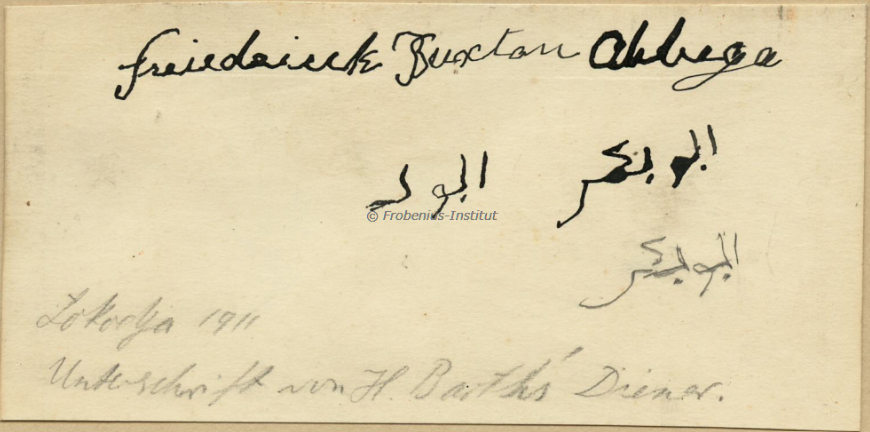
Signature d'Abbega

Il écrit une lettre à Heinrich Barth le 15 avril 1859, en lui disant qu'il est content de lui écrire, qu'il espère pouvoir continuer à entretenir une correspondance avec lui et le tenir au courant de ce qui se passe depuis son retour en Afrique. Il dit aussi qu'il espère que son ami et compagnon Dorugu le rejoigne et s'engage avec lui dans une mission évangélique.
Après quelques années, en 1864, il quitte le service de la mission évangélique pour se rendre à Lokoja. À cette période, il décide de se convertir de nouveau à islam. En 1886, il raconte à l'officier britannique Mockler-Ferryman avoir décidé de redevenir musulman parce qu'il souhaitait épouser quatre femmes. Il se marie avec une femme du nom de Fatima. De cette union, naît une enfant qui s'appelle Salamatou.

### Carrière professionnelle

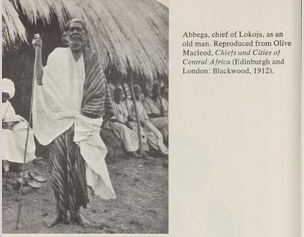
Abbega, chief of Lokoja, as an old man. Reproduced from Olive Temple, Chiefs and Cities of Central Africa (Édimbourg et Londres, Blackwood, 1912).

Après son retour à Lokoja, une région située à la confluence entre le Niger et la Benue, il devient l’interprète du docteur William Balfour Baikie. Il travaille comme interprète au service des  missionnaires, des fonctionnaires et des commerçants européens. Ses compétences linguistiques, notamment sa maîtrise du haoussa, du margi, de l'allemand, de l'arabe et de l’anglais font de lui quelqu'un d'indispensable. Il accompagne le consul William Balfour Baikie lors de ses visites à Bida, et devient par la suite le chargé des négociations officielles avec les souverains locaux en 1864. Lorsque le consul William Balfour Baikie est remplacé par Lyon Mcleod, quelque temps après, il est nommé chef des Lokoja en 1866.
En 1880, il est le courrier personnel de l’agent général de la Compagnie française d’Afrique-Équatoriale. Il est par la suite, l’interprète du consul commandant Antoine Mattei : il joue le rôle d’intermédiaire entre le souverain de Bida et le consul. Il mène plusieurs négociations diplomatiques et commerciales  notamment l’accord de règlement des Pères catholiques de l'archidiocèse de Lyon à Lokoja en 1884.

Il devient une personne ressource, un bras droit pour l’administration à Lokoja. Il s'engage au service de la branche armée de la Royal Niger Company en 1894, ce qui lui permet d'obtenir la confiance de l'administration coloniale et des souverains ainsi, il devient quelqu'un de prestigieux et influent à Lokoja, c'est pourquoi les Britanniques le nomment   

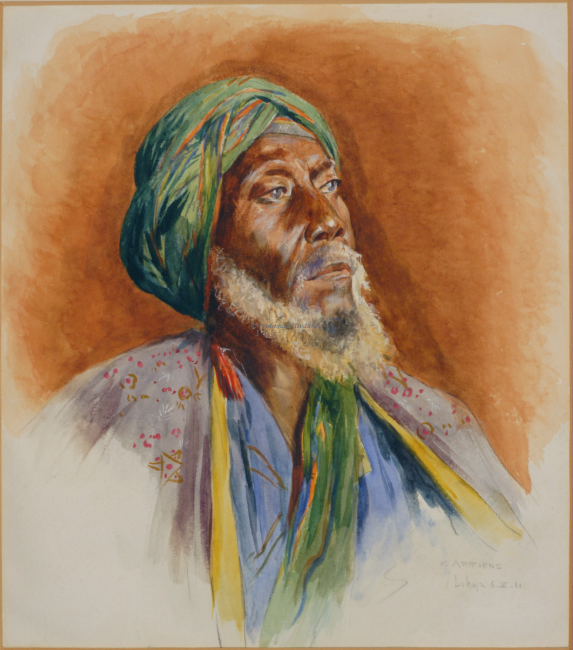
Buxton Abbega, nonagénaire, qui fut l’interprète de Henrich Barth, Lokoja, 1911

« Sarkin Lokoja ». En 1910, l'exploratrice Olive Macleod le rencontre à Lokoja et le décrit en ces termes:  
« We visited the Chief, Abbiga, who has his house near by. He had accompanied Barth and Overweg upon their travels, was with Overweg when he died, and buried him "deep-deep," so that he might rest safe from the depredations of wild beasts. He had been to Europe, and told us of his visit to Queen Victoria, who had given him a present of £40, and each lady he shook hands with left 2s. 6d. or 5s. in his palm. He had seen the late Kaiser Wilhelm also, and had been much impressed with a dinner to 200 people at the palace. He spoke English fluently, and remembered clearly the various places he had visited, judging them by their wealth of produce. He was courtly in manner, and appeared really interested in Mr Talbot's projects, but Mrs Talbot and I counted for exactly nothing at all. »
— Olive Macleod, Chiefs and cities of Central Africa
Abbega rencontre l’ethnologue allemand Léo Frobenius durant les expéditions de ce dernier à l’intérieur du continent africain. Les deux hommes se côtoient lors du voyage de Frobenius du Nigéria au nord du « Kamerun », notamment, entre 1910 à 1912, lors des passages de l’explorateur à Lokoja, ville dont Abbega, alors âgé de 80 ans, est devenu le chef. L'expédition de Léo Frobenius compte parmi ses membres un peintre, Carl Arriens, qui réalise le portrait d’Abbega et beaucoup d’autres aquarelles. Le portrait d'Abbega par Carl Arriens est aujourd'hui conservé dans les archives Frobenius.  
La trajectoire exceptionnelle d’Abbega permet d’éclairer le rôle crucial joué les compagnons des explorateurs dans la production des savoirs sur le contient africains au cours du XIXe siècle, un rôle qui a souvent été minoré voir passé sous silence.

### Sources
- (ha) Dorugu, « The Life and Travels of Dorugu, as Dictated by Himself », dans James Frederick Schön, Magána Hausa : Native Literature, or Proverbs, Tales, Fables and Historical Fragments in the Hausa Language, to Which Is Added a Translation in English, Londres, Society for Promoting Christian Knowledge, 1885 (réimpr. 1906), 2e éd., 256 p. (lire en ligne), p. 1-82.
- Traduction en anglais : (en) Paul Newman, « The Life and Travels of Dorugu », dans A. H. M. Kirk-Greene et Paul Newman (ed.), West African travels and adventures: two autobiographical narratives from Northern Nigeria, New Haven-Londres, Yale University Press, 1971, 276 p. (ISBN 978-0-300-01426-6, lire en ligne), p. 27-130.
- (de) Gerhard Rohlfs, Quer durch Afrika : Reise vom Mittelmeer nach dem Tschad-See und zum Golf von Guinea, Leipzig, Brockhaus, 1874, 692 p. (lire en ligne).
- (en) Heinrich Barth, Travels and discoveries in North and Central Africa. From the journal of an expedition undertaken under the auspices of H.B.M.'s government, in the years 1849-1855, Philadelphie, J. W. Bradley, 1859, 558 p. (lire en ligne).
- Isabelle Vischer, Croquis et souvenirs de la Nigérie du Nord, Paris-Neuchâtel, Attinger frères, 1915, 139 p.
- (en) James Frederick Schön, Grammar of the Hausa Language, Londres, Church Missionary House, 1862, 270 p. (lire en ligne).
- R. G. Hoobes, Reminiscences and Notes of seventy years' Life, Travel and Adventure, Military and Civil, Scientific and Literary, vol.2, Londres, Elliot Stock 62, Paternoster Row, 1895, p. 224.
- Société britannique et étrangère d'éryrète, 8 Bukar. Voir Abbega Bukar, Mallam, 147, 148, 150, 151
- (en) Thomas Frederick Ball, Anecdotes of aborigines or Illustrations of the coloured races being men and brethren, Londres, Partridge & Co, 1868 (lire en ligne).